# 歌武蔵の番外らじちゃんこ
歌武蔵の番外らじちゃんこ（うたむさしのばんがいらじちゃんこ）は、CBCラジオで土曜日に不定期で放送しているラジオ番組。2016-17年のプロ野球オフシーズンまでは『歌武蔵の週刊らじちゃんこ』に改題し、毎週土曜日に放送されていた。

## 概要
2014年10月開始、毎週土曜日に放送する『歌武蔵の週刊らじちゃんこ』を不定期（年3～4回ほど）に改題したラジオ番組。元力士で現在は落語家の三遊亭歌武蔵が、毎回ゲストを迎えトークを展開する。なお『週刊らじちゃんこ』は2017年3月を最後にレギュラー放送されておらず、年数回『番外らじちゃんこ』として放送されている。
CBC本社（歌武蔵が大須演芸場定席に出演する時など）もしくは東京支社スタジオ（千代田会館）から生放送。通常番組を休止して放送される。

## 放送時間
2015年
- 5月8日 17:00 - 19:30
- 7月25日・8月22日 17:00 - 20:00

2016年
- 4月2日・6月25日・7月9日 17:00 - 20:00

2017年
- 7月22日・8月26日・9月2日 15:00 - 16:45
- 11月11日 17:00 - 19:30

2018年
- 3月10日 17:00 - 19:30
- 7月21日 15:00 -
- 11月3日 17:00 - 19:00

2019年
- 1月12日 17:00 - 19:00
- 3月16日 17:00 - 19:00

## パーソナリティ
- 三遊亭歌武蔵

## コーナー紹介
- 今月の「しくじり」大賞!
- 川柳てっぽう柱!（川柳コーナー）
- 歌武蔵のどすこいミュージックガイド

ゲストや、歌武蔵などが選曲した曲を流すコーナー。
- ウィークエンドネットワーク